# Boeotarcha exogrammalis
Boeotarcha exogrammalis là một loài bướm đêm trong họ Crambidae.